# Berliet VKF
Unter der Typenbezeichnung  Berliet VKF wurde vom französischen Kraftfahrzeughersteller Berliet in Lyon ab 1928 ein mittlerer Lkw hergestellt.

## Technik und Geschichte
Der Berliet VKF erhielt seine allgemeine Betriebserlaubnis am 28. Januar 1928. Sein wassergekühlter Sechszylinder-Ottomotor vom Typ MLC2 war steuerlich mit 23 CV eingestuft, dieser Motor wurde auch im zeitgleich gebauten PKW Berliet VRB verwendet. Seine nicht genannte effektive Leistung entwickelte der Motor bei 2600/min.
Für den Bau des Fahrzeugs wurden die Chassisnummern 73201 bis 73400 (200 Stück) reserviert, inwieweit diese Nummern tatsächlich an fertiggestellte Fahrzeuge vergeben wurden, ist nicht überliefert.

### Berliet VKFB
Diese Variante erhielt die allgemeine Betriebserlaubnis am 28. Januar 1929. Sie hatte einen ähnlichen Motor wie das Ausgangsmodell, der jedoch seine nicht genannte Höchstleistung bei 3000 (statt 2600)/min entwickelte und aufgrund geänderter Steuergesetze mit 15 CV steuerlich eingestuft war. Das Leergewicht des bloßen Chassis betrug 2350 kg, die Nutzlast wird mit 1,7 Tonnen angegeben. Irgendwelche Chassisnummern wurden nicht vergeben, infolgedessen wird es bei einem Prototyp geblieben sein.

### Originalquellen
Eine Publikation, in der alle vor 1945 gebauten Berliet-Typen individuell abgehandelt wären, gibt es nicht. Neben der unten erwähnten Literatur wurde auf folgende in der Fondation Berliet verwahrte Originalunterlagen zurückgegriffen:
- "Fiches des Mines": Es handelt sich um die Unterlagen zur Erteilung einer allgemeinen Betriebserlaubnis, hierfür ist in Frankreich der "Inspecteur des mines" sachlich zuständig. Diese Unterlagen sind chronologisch geordnet und nummeriert. Nicht zu jedem Typ bzw. Variante gibt es entsprechende Unterlagen, teils, weil sie wohl als Untervarianten eines Typs verstanden wurden, für den eine gesonderte Erlaubnis nicht erforderlich war, teils wohl, weil diese Unterlagen im Laufe der letzten 100 Jahre verlorengegangen sind. Bei Militärtypen gibt es Hinweise, dass eine Betriebserlaubnis direkt durch militärische Dienststellen erfolgte, was entsprechende "fiches des mines" überflüssig machte. Die Quellenbezeichnung lautet: "Fiches No...."
- "Etat des véhicules utilitaires et autobus declares aux mines depuis 1920", eine 15-seitige Zusammenstellung vom 1. Dezember 1941, enthält insbesondere die reservierten Chassisnummernbänder, die jedoch vielfach nicht vollständig ausgeschöpft wurden, einige Typen bzw. Varianten werden nicht erwähnt, Quellenbezeichnung lautet: "Etat S..."
- "Nombre de véhicules construits de 1930 à 1942", siebenseitige Zusammenstellung der zwischen 1930 und 1942 gebauten Stückzahlen an Nutzfahrzeugen, erstellt wohl 1943, erste Seite teilweise irreparabel verderbt, teilweise werden mehrere Typen bzw. Varianten zusammengefasst, Quellenbezeichnung lautet: "Nombre S...."

### Sonstige Literatur
- Monique Chapelle: Berliet. 1. Auflage. EMCE, Saint-Chamond 2016, ISBN 978-2-35740-049-8.
- Christophe Puvilland: Berliet 1905–1978, toute la gamme omnibus, autocars, autobus et trolleybus. 1. Auflage. histoire&collections, Paris 2008, ISBN 978-2-35250-059-9.
- François Vauvillier: Tous les Berliet militaires 1914–1940, vol.1: les camions. histoire&collections, Paris 2019, ISBN 978-2-35250-496-2.